# The Full Monty
The Full Monty is een Britse komediefilm uit 1997 die gaat over zes werkloze metaalarbeiders die besluiten om een striptease-act te doen om geld te verdienen. Ondanks dat het een komedie betreft besteedt de film ook aandacht aan serieuze onderwerpen als werkloosheid, vaderrechten, depressies, impotentie en zelfmoord. De film won een Oscar voor beste muziek en werd daarnaast genomineerd voor Oscars voor beste film, regie en scenario.
The Full Monty speelt zich af in het Engelse Sheffield. De hoofdrollen worden vertolkt door Robert Carlyle, Mark Addy, William Snape, Steve Huison, Tom Wilkinson, Paul Barber en Hugo Speer, die frequent in de Noord-Engelse slang praten. Het scenario van Simon Beaufoy is gebaseerd op een verhaal van co-producent Paul Bucknor.
De schrijvers Anthony McCarten en Stephen Sinclair spanden een rechtszaak van 180 miljoen pond aan tegen de producenten omdat de film de auteursrechten van hun toneelstuk Ladies Night zou schenden. Deze rechtszaak leidde uiteindelijk tot niets.
De film is geregisseerd door Peter Cattaneo.
In 2000 werd een musical ontworpen gebaseerd op het filmverhaal. The Full Monty was succesvol op Broadway, en werd nadien in meerdere landen hernomen. Nederland volgde in 2009.

## Verhaal
In de jaren 90 sluiten de staalmijnen in Groot-Brittannië en raken grote groepen arbeiders werkloos. De arbeider Gaz, die problemen heeft met zijn ex en zijn zoon niet kwijt wil, probeert een bron van inkomsten te vinden. Als hij op een dag vele vrouwen naar een optreden van de Chippendales ziet gaan heeft hij een idee. Hij haalt enkele andere mannen over om een soortgelijke striptease-act neer te zetten.

## Rolverdeling
| Acteur            | Personage                   |
| ----------------- | --------------------------- |
| Robert Carlyle    | Gary "Gaz" Schofield        |
| Mark Addy         | Dave Horsfall               |
| Tom Wilkinson     | Gerald Arthur Cooper        |
| Steve Huison      | Lomper                      |
| Paul Barber       | Barrington "Horse" Mitchell |
| Hugo Speer        | Guy                         |
| William Snape     | Nathan Schofield            |
| Lesley Sharp      | Jean Horsfall               |
| Emily Woof        | Mandy                       |
| Deirdre Costello  | Linda Cooper                |
| Paul Butterworth  | Barry                       |
| Dave Hill         | Alan                        |
| Bruce Jones       | Reg                         |
| Andrew Livingston | Terry                       |
| Vinny Dhillon     | Sharon                      |
| Kate Rutter       | Dole Clerk                  |